# Crossarchus obscurus
Crossarchus obscurus (кузіманза звичайна) — ссавець, представник ряду хижих із родини мангустових. Знайдено тільки в тропічних лісах на південно-заході і південному сході Гвінеї, у Сьєрра-Леоне, Ліберії, Кот-д'Івуарі й Гані. Проживає до 1500 м над рівнем моря на горі Німба в Гвінеї. Живе передусім у тропічному лісі, але знайдений також на лісових вирубках, плантаціях, у Кот-д'Івуарі також у зоні вологих саван і в галерейному лісі (ліс уздовж рік) серед саван, а в Гані спостерігався як шукає поживу серед лук і чагарників.

## Морфологія
Довжина тіла (без хвоста) 30–37 см, довжина хвоста 14,6–21 см, довжина вух 2–2,6 см, довжина задніх лап 6–7,3 см; маса тіла 0,45–1 кг. Вони бувають різних кольорів. Їхнє хутро — це суміш коричневого, сірого та жовтого. Кінчики хутра трохи світліші, тоді як тіло та лапи темніші.

## Поведінка
Цей мангуст — дуже соціальна тварина, яка живе невеликими сімейними групами з 10-20 або більше особин, зі суворою ієрархічною структурою. Члени сімейної групи спілкуються за допомогою різних вокалізацій, включаючи свист, цвірінькання та гарчання. Свист видається для підтримки контакту в густому підліску тропічного лісу під час подорожі.

## Загрози та охорона
Серйозних загроз для виду нема, але може бути вразливим до полювання в деяких регіонах, наприклад, в Гвінеї, де він є одним з найбільш часто впольованим дрібним хижаком. Зареєстрований у межах кількох охоронних територій.